# Better in Time
Better in Time è un singolo della cantautrice britannica Leona Lewis, pubblicato il 10 marzo 2008 come secondo estratto dal primo album in studio Spirit.
In Italia nel 2008 è stato il 14º brano più venduto.
Better in Time ha venduto oltre 4,6 milioni di copie.

## Video musicale
Il videoclip è stato girato all'Hampton Court House School a Londra dalla regista britannica Sophie Muller, nel febbraio 2008. La Lewis ha dichiarato in un'intervista che parte del video è stata girata a Los Angeles. Il video è stato ispirato dal mondo della moda ed è apparso in anteprima nel canale YouTube della cantante il 29 febbraio 2008.

## Cronologia delle pubblicazioni
| Paese       | Data           | Etichetta | Formato                      |
| ----------- | -------------- | --------- | ---------------------------- |
| Irlanda     | 7 marzo 2008   | Syco      | CD single, Download digitale |
| Regno Unito | 9 marzo 2008   | Syco      | Download digitale            |
| Regno Unito | 10 marzo 2008  | Syco      | CD single                    |
| Europa      | 11 aprile 2008 | Sony BMG  | CD single, Download digitale |
| Australia   | 21 aprile 2008 | Sony BMG  | CD single, Download digitale |

## Tracce
1. Better in Time (Single Mix) – 3:54 (J.R. Rotem, Andrea Martin)
2. Footprints in the Sand (Single Mix) – 3:58 (Richard Page, Per Magnusson, David Kreuger, Simon Cowell)
3. You Bring Me Down (Salaam Remi, Taj Jackson, Leona Lewis)

## Classifica italiana
| Posizione | 13 | 9 | 9 | 8 | 6 | 11 | 7 | 4 | 4 | 11 | 11 | 13 | 13 | 13 | 14 | 14 | 17 | 17 | 16 | 21 | 20 |

## Classifiche internazionali
| Classifica (2008)      | Posizione massima |
| ---------------------- | ----------------- |
| Australia              | 6                 |
| Austria                | 3                 |
| Belgio                 | 12                |
| Canada                 | 9                 |
| Danimarca              | 3                 |
| Europa                 | 3                 |
| Finlandia              | 13                |
| Francia                | 4                 |
| Germania               | 2                 |
| Giappone               | 16                |
| Irlanda                | 4                 |
| Italia                 | 4                 |
| Norvegia               | 19                |
| Nuova Zelanda          | 6                 |
| Paesi Bassi            | 13                |
| Polonia                | 5                 |
| Regno Unito            | 2                 |
| Romania                | 6                 |
| Svezia                 | 5                 |
| Svizzera               | 3                 |
| Ungheria               | 10                |
| U.S. Billboard Hot 100 | 11                |
| U.S. Billboard Pop 100 | 3                 |

### Classifiche di fine anno
| Classifica (2008) | Posizione |
| ----------------- | --------- |
| Australia         | 55        |
| Austria           | 17        |
| Belgio (Fiandre)  | 72        |
| Belgio (Vallonia) | 93        |
| Europa            | 59        |
| Germania          | 22        |
| Nuova Zelanda     | 36        |
| Paesi Bassi       | 64        |
| Regno Unito       | 37        |
| Svezia            | 45        |
| Svizzera          | 22        |